# Michel Mayor
Michel Gustave Édouard Mayor (Losanna, 12 gennaio 1942) è un astronomo svizzero.
Michel Mayor ha insegnato al Dipartimento di Astronomia dell'Università di Ginevra. Nel 1995 con Didier Queloz ha scoperto 51 Pegasi b, il primo pianeta extrasolare orbitante intorno ad una stella simile al Sole, 51 Pegasi.

## Carriera
Dopo aver studiato Fisica all'Università di Losanna, Mayor continuò il suo dottorato in astronomia all'osservatorio di Ginevra nel 1971. Oltre ad altri posti, lavorò all'osservatorio di Cambridge, l'European Southern Observatory (ESO) in Cile e un osservatorio alle Hawaii.
Dal 1998 ha scritto più di 200 pubblicazioni scientifiche. Dal 1989 al 1992 è stato coinvolto in ricerche scientifiche all'ESO, dal 1988 al 1991 ha lavorato per studiare le strutture galattiche all'International Astronomical Union, e dal 1990 al 1993 fece parte della Swiss Society for Astrophysics and Astronomy.
Dalla scoperta di 51 Pegasi b, Michel Mayor e il suo team si sono occupati principalmente della scoperta di molti altri pianeti extrasolari.

## Tempi recenti

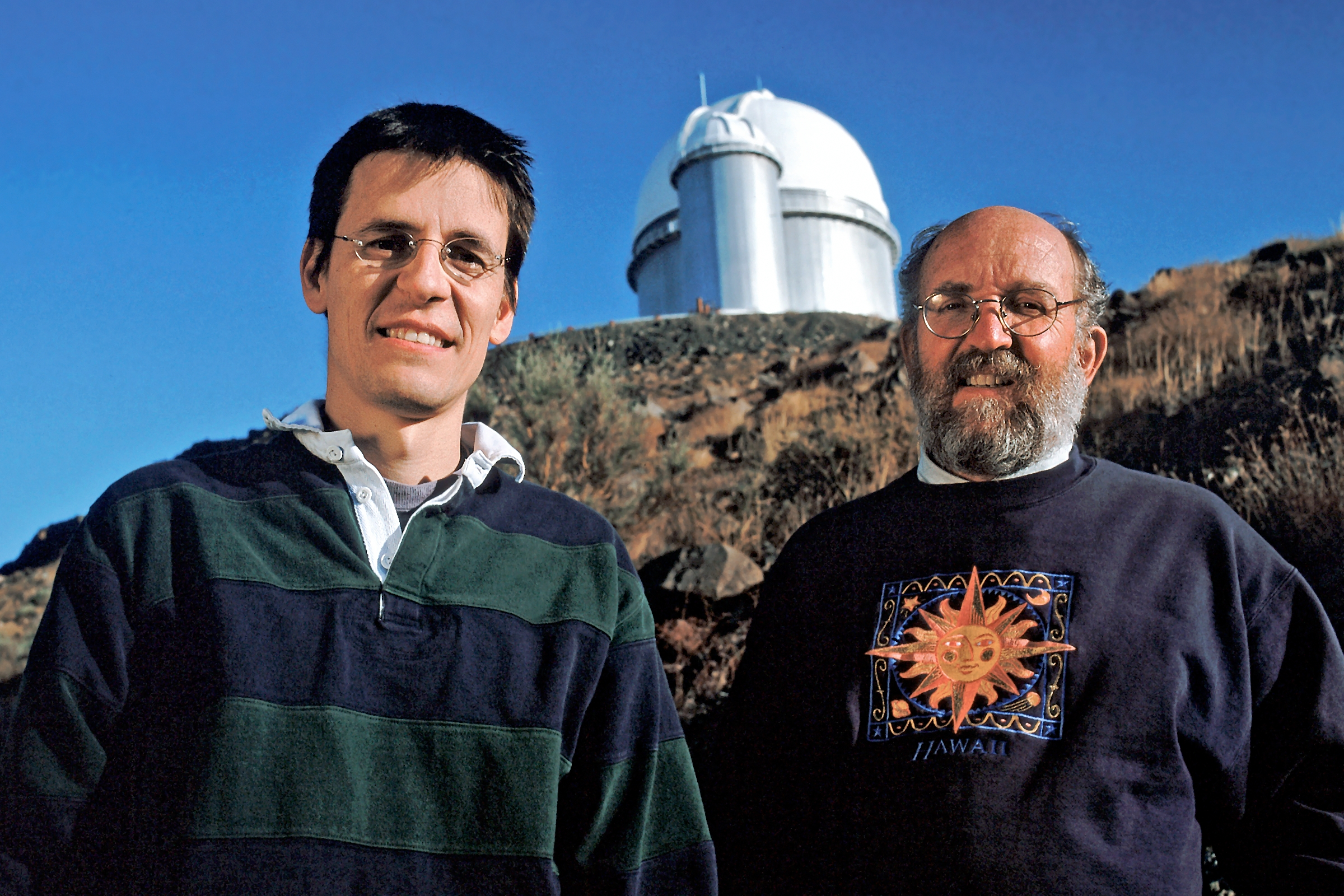
Michel Mayor con Didier Queloz nel 2012, all'osservatorio di La Silla.

Nel 2000 ha ricevuto il Premio Balzan per la strumentazione e le tecniche in astronomia e astrofisica.
Dal 2003 è un membro del board of trustees.
Nel 2004 ha ricevuto la Medaglia Albert Einstein, nel 2005 ha ricevuto il Shaw Prize in Astronomia e nel 2015 ha ricevuto in Giappone un nuovo premio, il prestigioso Premio Kyōto per le scienze.
Nel 2007 è stato nel gruppo di ricerca che utilizzando lo strumento HARPS ha scoperto Gliese 581 c, il primo pianeta extrasolare in una zona abitabile, al telescopio dell'European Southern Observatory a La Silla, Cile.
L'8 ottobre 2019, l'Accademia Reale Svedese delle Scienze gli ha conferito il Premio Nobel per la Fisica, in coppia col ricercatore Didier Queloz, per "la scoperta di un esopianeta in orbita attorno a una stella di tipo solare".
Il 26 maggio 2021 viene nominato Socio straniero dell'Accademia delle Scienze di Torino.